# اردوگاه کار اجباری هینزرت
اردوگاه کار اجباری هینزرت (به آلمانی: SS-Sonderlager Hinzert) اردوگاهی برای کار اجباری ساخته شده توسط آلمان نازی در راینلاند-فالتس در ۳۰ کیلومتری مرز با لوکزامبورگ بود. از این اردوگاه در طول فعالیتش به منظورهای مختلفی بهره گرفته می‌شد. شهرت این اردوگاه به خاطر نقشی بود که به عنوان مرکز انتقالی تبعیدیان شب و مه و نیز بازداشتیان مقاومت لوکزامبورگ داشت.
در آغاز، این اردوگاه آلمانی‌هایی را دریافت می‌کرد که یا برای اورگانیتزاسیون توت کار می‌کردند یا به احکام بازپروری سبک محکوم شده بودند. با گذر زمان، زندانیان فرانسوی نیز به اردوگاه هینزرت آورده شدند. اما مهم‌ترین زندانیان اردوگاه را بازداشتیان شب و مه تشکیل می‌دادند که در پاریس دستگیر شده و از مه ۱۹۴۲ تا سپتامبر ۱۹۴۳ به این اردوگاه گذر داشتند. در اکتبر ۱۹۴۳ و با پیشروی نیروهای متفقین به سوی آلمان، واپسین نفرات شب و مه اردوگاه را ترک کردند.

## تاریخچه
اردوگاه کار اجباری هینزرت برای نخستین بار در سال ۱۹۳۸ برای اسکان کارگرانی که دیوار غربی را می‌ساختند گشایش یافت. با این حال، در ۱۶ اوت ۱۹۳۹ در یک آتش‌سوزی سوخت و در اکتبر ۱۹۳۹ به عنوان بازداشتگاه بازداشت و بازآموزی پلیس برای زندانیان محکوم به مجازات‌های سبک (زیر ۱۴ روز) و نیز برای آن دسته از کارگرانی که به باور نازی‌ها رفتارهای ضداجتماعی نشان داده بودند، بازسازی شد. این کارگران، که بسیاری از آنها توسط گشتاپو برمن آورده شده بودند، نه تنها در دیوار غربی، بلکه در سایر پروژه‌های زیربنایی نظامی مانند پایگاه‌های هوایی در مانهایم و ماینتس کار می‌کردند.
در ۱ ژوئیه ۱۹۴۰، این اردوگاه زیر نظر اداره بازرسی اردوگاه‌های کار اجباری قرار گرفت. پس از حمله به بلژیک، هلند، لوکزامبورگ و فرانسه در ۱۹۴۰، هینزرت همچنین به اردوگاهی برای زندانیان سیاسی از آن کشورهایی تبدیل شد که نیاز به «آلمانی‌سازی دوباره» داشتند. در ۷ فوریه ۱۹۴۲، فرماندهی اردوگاه به اداره اصلی اقتصادی و اجرایی اس‌اس (WVHA) منتقل شد. سپس اردوگاهی برای گشتاپو در منطقه لوکزامبورگ و تریر شد. تا زمان ورود اولین زندانیان شب و مه، اردوگاه تحت ساختار سازمانی سایر اردوگاه‌ها فعالیت می‌کرد و شامل بخش سیاسی، اردوگاهی برای «بازداشت و امنیت»، یک واحد پزشکی و واحدهای نگهبانی بود. پس از ورود زندانیان شب و مه، بخش سیاسی و اردوگاه «بازداشت و امنیت» تعطیل شدند.
هینزرت عمدتاً تا ۲۱ نوامبر ۱۹۴۴ و هنگامی که از لحاظ اداری با اردوگاه مرگ بوخن‌والد مرتبط شد، خودمختار بود. این اردوگاه در حمله ای هوایی در ۲۲ فوریه ۱۹۴۵ تا حدی تخریب شد، اما تا ۳ مارس همان سال و هنگامی که بسیاری از زندانیان باقی‌مانده در آن در یک راهپیمایی مرگ به هسن علیا فرستاده شدند، عملیاتی باقی ماند. این اردوگاه در ۱۷ مارس ۱۹۴۵ توسط واحدهای شناسایی لشکر ۹۴ام پیاده‌نظام کشف شد. در آن زمان تعداد انگشت شماری از زندانیان هنوز در اردوگاه باقی مانده بودند.

## جنایت‌های جنگی

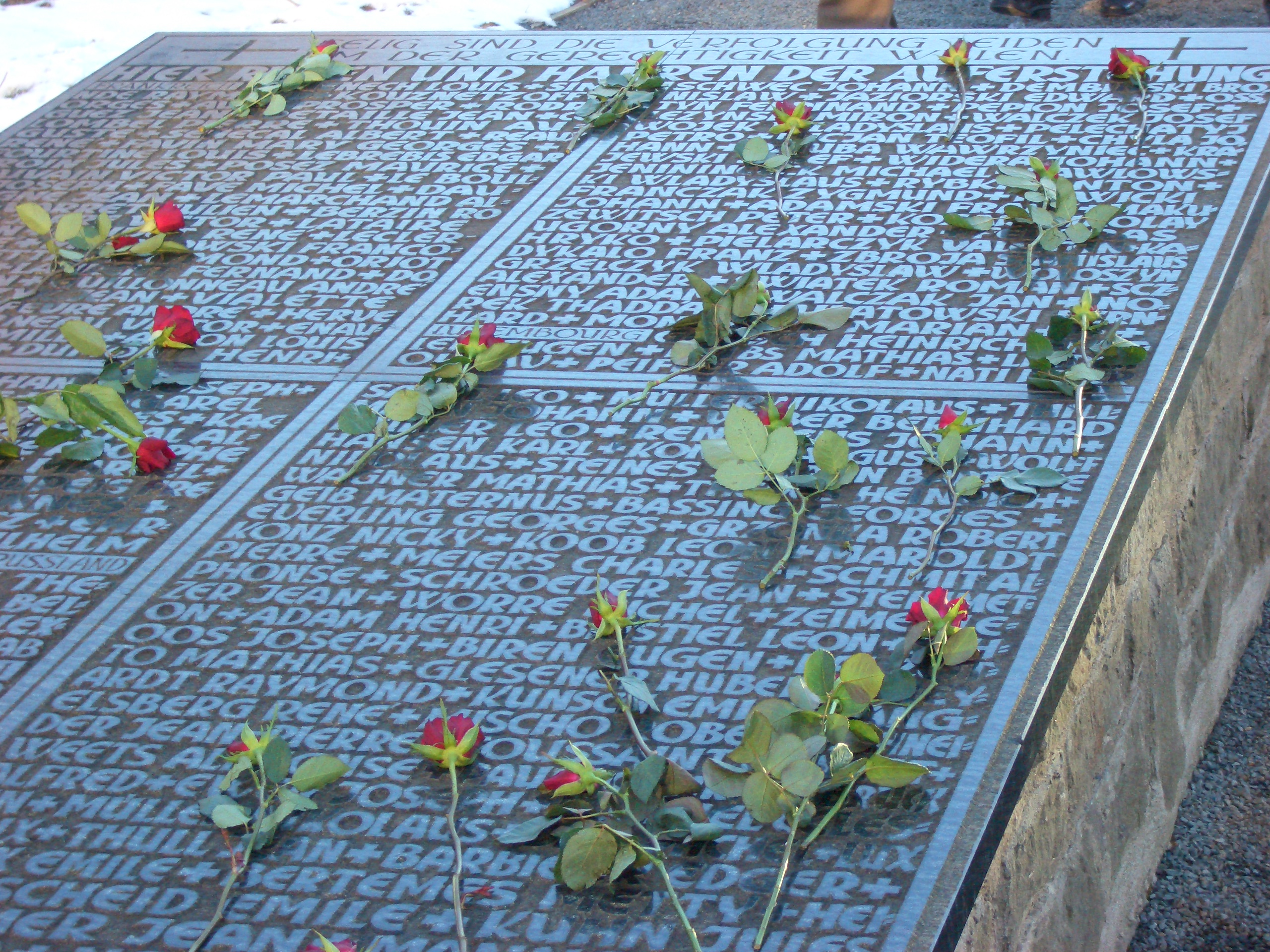
سنگ یادبودی با نام کسانی که در اردوگاه هینزرت کشته شدند.

زندانیان اردوگاه هینزرت در شرایط بسیار سختی نگهداری می‌شدند؛ آن‌ها به‌طور منظم ضرب و شتم می‌شدند و جلسات شکنجه و اعدام در ملأ عام برگزار می‌شد تا فضای وحشت و ترس دائمی ایجاد شود.
اگرچه اکثر زندانیان هینزرت به اردوگاه‌های دیگر منتقل شده یا تا زمان آزادسازی اردوگاه در زندان نگه داشته شده بودند، اما بسیاری از آنها در هینزرت شکنجه و قتل شدند. اگرچه هینزرت تنها یک اردوگاه «انتقالی» بود، ۳۲۱ زندانی در آن کشته شدند. قربانیان اغلب مورد اصابت گلوله قرار گرفته، یا در آب خفه می‌شدند، یا با تزریق کشنده کشته می‌شدند. طبق سوابق محاکمه، نگهبانان اس‌اس نیز زندانیان را شکنجه می‌کردند، آنها را رها می‌کردند تا از بیماری یا گرسنگی بمیرند، یا آنها را جلوی سگ‌ها برای تغذیه می‌انداختند.
در سال ۱۹۴۱، دو کامیون ۷۰ اسیر جنگی شوروی را به هینزرت منتقل کردند. به زندانیان گفته شد که آنها تحت معاینه پزشکی قرار می‌گیرند، اما به آنها سم کشنده پتاسیوم سیانید تزریق شد و آن‌ها اندکی پس از آن درگذشتند. آنها را در جنگل نزدیک اردوگاه به خاک سپردند.
به دنبال اعتصاب عمومی ۱۹۴۲ لوکزامبورگ علیه اشغالگران آلمانی و بخشنامه جدیدی که جوانان لوکزامبورگی را به زور در ورماخت نام‌نویسی می‌کرد، ۲۰ نفر از اعتصاب‌کنندگان توسط گشتاپو دستگیر، به اعدام محکوم شده، و میان ۲ تا ۵ سپتامبر ۱۹۴۲ تیرباران شدند. ارنست توسن بوکسور نیز در میان آنها بود. این زندانیان سیاسی نیز در نزدیکی اردوگاه دفن کردند.
در سالهای بعد، بیش از ۳۵۰ مبارز مقاومت لوکزامبورگ توسط گشتاپو دستگیر شدند. ۵۰ تن از این مبارزان به اعدام محکوم شدند. از این ۵۰ حکم، ۲۵ مجازات اجرا شد. با این حال، از ۲۵ نفر باقیمانده، ۲۳ نفر بعدها به تلافی اقدامات مقاومت در لوکزامبورگ اعدام شدند.
تعداد دقیق قربانیان کشته شده در هینزرت ناشناخته مانده‌است. میان ۱۶۰۰ تا ۱۸۰۰ لوکزامبورگی به هینزرت اعزام شده بودند. مقاومت ملی لوکزامبورگ (Conseil National de la Resistance) مرگ ۳۲۱ تن، از جمله ۸۲ لوکزامبورگی را تأیید کرده‌است، اما بقایای کامل قربانیان کشته‌شده پیدا نشده‌است. در سال ۱۹۴۶، به دنبال آزادسازی اردوگاه توسط متفقین، بقایای بسیاری از قربانیان پیدا و با افتخارات کامل ملی به کشورهای مربوطه منتقل شد. آن بقایایی که به هیچ کشوری منتقل نشده بودند، در محل و در یک گورستان یادبود به خاک سپرده شدند.
اجساد قربانیان لوکزامبورگ در تاریخ ۹ تا ۱۰ مارس ۱۹۴۶ به لوکزامبورگ منتقل شدند. در طول مسیر، شهروندان برای ادای احترام در جاده‌ها صف کشیده بودند و برخی لباس راه راه زندانیان اردوگاه را بر تن داشتند. اجساد ابتدا به‌طور موقت در پلاس دارم، در مرکز شهر لوکزامبورگ، گذاشته شدند، و سپس در گورستان کلیسای جامع نوتردام دفن شدند.